# Pheidole megacephala
- Pheidole megacephala é uma espécie de formiga da família Formicidae. É uma espécie invasiva bem sucedida e é considerada uma ameaça às formigas nativas da Austrália.[1]. Também é um predador eficaz de ovos de Eldana, um gênero de mariposas da família Pyralidae.[2]

No Brasil, em algumas cidades, ocorre da seguinte maneira: Rio de Janeiro/RJ em grandes quantidades dominando vários quarteirões e excluindo as outras formigas; Teresópolis/RJ ocorre em alguns quarteirões talvez limitada pelo clima mais frio; Volta Redonda/RJ domina alguns quarteirões mas enfrenta a concorrência forte de Solenopsis geminata, Solenopsis richteri, Solenopsis invicta e Nylanderia fulva; Conservatória/RJ limitada em uma super colónia no centro do distrito deslocando todas as outras formigas da área; Tocantins/MG limitada a poucas áreas devido à presença abundante e o domínio de Solenopsis Saevissima; Astolfo Dutra/MG ocorre em grandes quantidades em todo centro da cidade e beirando o rio principal excluindo todas as formigas onde constituiu super colônias; Valença/RJ presente em grandes quantidades em alguns locais mas com potencial destrutivo limitado pela presença, principalmente, de Solenopsis invicta, Wasmania auropunctata e Nylanderia fulva, Camponotus Crassus, Rufipes, Atriceps e Sericeiventris, Dinoponera e Odontomachus. 
Em Juiz de Fora/MG, numa  área variada com residências,área verde e terreno íngreme.
Aparentemente Wasmannia e Megacephala dominam a área. As outras espécies estão nas divisas entre ambas as espécies .
Conforme estudo dessa área, não foi localizada a espécie linepithema humile, conforme  um estudo de praças da cidade, porém confirmado a dominância de Wasmania, Megacephala,  e Camponotus Crassus.
Diferente do estudo anterior a ausência da Humile se deu talvez pela presença da horda Megacephala.
Estava presente e bem estabelecida a dominante Solenopsis Saevissima. 
As outras espécies parecem ser deslocadas, ou mesmo eliminadas, por agressão direta. 
Algumas espécies pequeninas, ou com atividade no horário de sol intenso, parecem sobreviver como por exemplo Brachymyrmex, Solenopsis globularia, Nylanderia, Linephitema,Cephalotes, Pseudomyrmex,Tetramorium similium, Hypoponera e odontomachus. 
Pheidole megacephala prefere ambientes próximos a habitações humanas, com atividade comercial, pavimentada e bastante fonte de alimentação, com sombra conforme observações. É uma das espécies invasoras de formigas no Brasil mais perigosa. Não houve observações sobre esta espécie em floresta natural e foi percebido que jardins com grande área verde com pouca pavimentação, esta espécie tem dificuldade para penetrar talvez por causa de um número maior de espécies de formigas nativas. A guerra pela supremacia de áreas com o géneros Solenopsis é constante pois essas espécies parecem manter um antagonismo. Outra observação interessante foi que percebi um genero de Neivamyrmex, tamanho pequeno, predando um ninho de Pheidole megacephala em Volta Redonda/RJ numa área altamente comercial. Essa espécie parece ser um dos poucos predadores para essa invasora terrível. As chuvas prejudicam essa espécie e da uma vantagem as espécies nativas que podem se recuperar mais rápido...
</ref>.